# ماهیرو کونو
ماهیرو کونو (به ژاپنی: 紺野 まひる, Konno Mahiru)؛ زادهٔ ۱۲ آوریل ۱۹۷۷) بازیگر اهل ژاپن است. وی از سال ۱۹۹۶ میلادی تاکنون مشغول فعالیت بوده است.
از فیلم‌هایی که او در آن نقش داشته است می‌توان به فورین کازان (مجموعه تلویزیونی تایگا) اشاره کرد.